# Taches amères

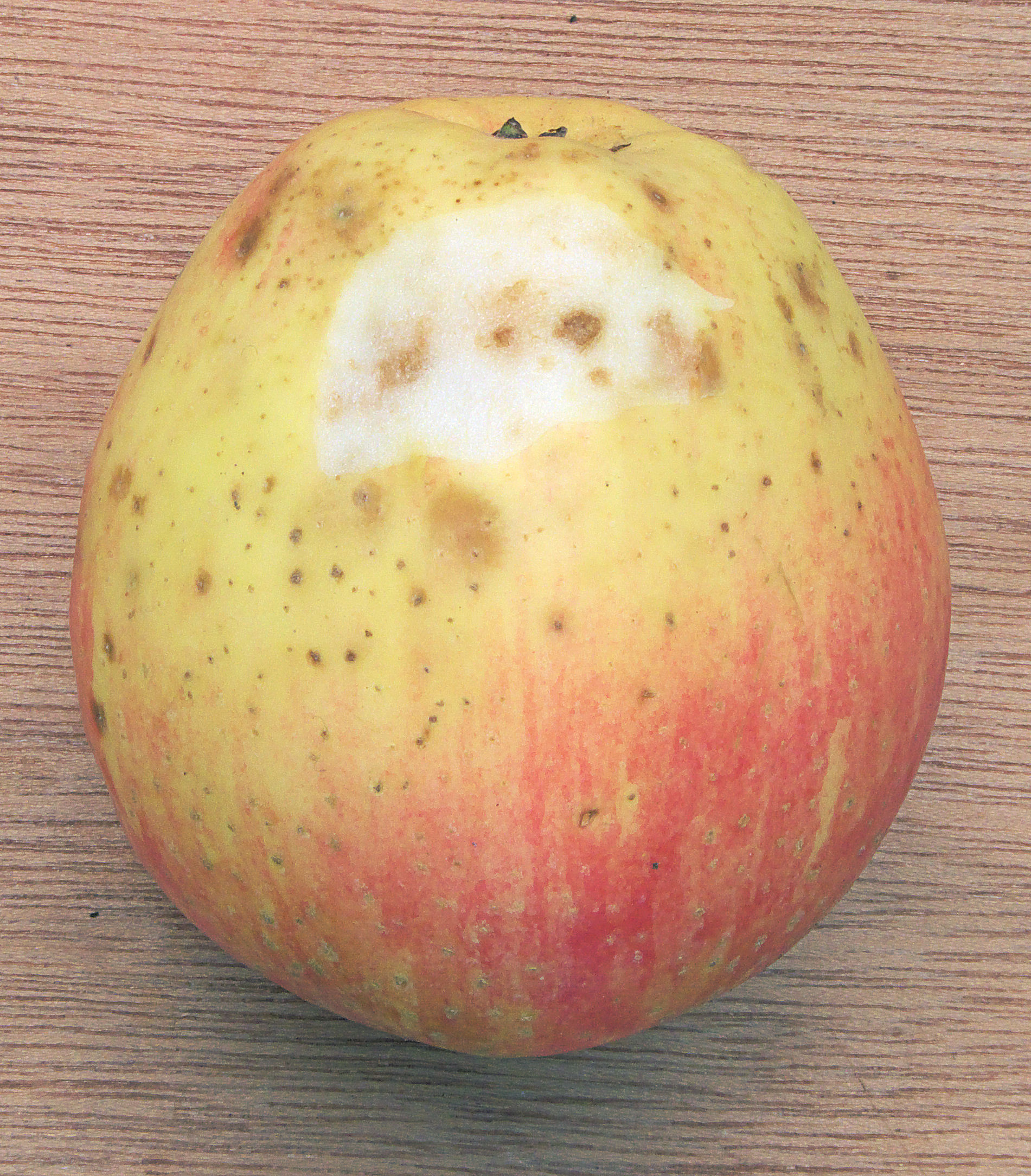
Symptômes de taches amères sur pomme, cultivar 'Summerred'.

La maladie des taches amères (bitter pit en anglais) est un désordre physiologique des pommes liée à une carence en calcium, qui affecte également les poires et les coings, mais moins fréquemment..

## Symptômes
Les fruits atteints présentent des taches sombres, d'environ 5 mm de diamètre, qui se produisent sur la peau ou dans la chair. Les cellules situées dans les taches sont mortes (nécrose), et virent au  brun-noir.

## Processus
Un déséquilibre minéral survient dans la chair de la pomme : concentration faible en calcium et niveaux relativement élevés de potassium et de magnésium. De faibles concentrations de calcium, en altérant la perméabilité sélective de la membrane cellulaire, provoquent la dégradation des cellules et leur nécrose.
Une analyse comparative entre le tissu atteint et le tissu normal dans le même fruit révèle des concentrations anormalement élevées de minéraux, y compris de calcium, et de sucres. Ce résultat peut sembler contredire la théorie d'une carence en calcium, mais il n'est pas rare que des tissus nécrotiques perdent des glucides et des minéraux (par fuite) au profit des tissus voisins. La dissolution des lamelles mitoyennes par les acides oxalique et succinique ainsi qu'une modification de la sécrétion des protons et de la perméabilité au potassium sont d'autres hypothèses qui peuvent expliquer l'apparition de la tache amère.

## Conséquence
La maladie cause des lésions brunes au goût amer de 3 à 5 mm de diamètre.
Certaines variétés sont plus sensibles que d’autres, notamment la Gravenstein, la Maigold, la Kidd's Orange Red et la Golden delicious.

## Traitement
Un chaulage peut permettre de régler le problème.